# Poienești-Deal
Poienești-Deal – wieś w Rumunii, w okręgu Vaslui, w gminie Poienești. W 2011 roku liczyła 124 mieszkańców.